# La Zone (film, 2017)
Pour les articles homonymes, voir La Zone.
Pour plus de détails, voir Fiche technique et Distribution.
La Zone (anglais : The Zone) est un  long-métrage de fiction québécois produit et réalisé en 2017 par Denys Desjardins sous le pseudonyme de Syned Sindrajed.

## Synopsis
Objet cinématographique hors normes dédié à la mémoire du cinéaste français Chris Marker, l’auteur du court-métrage La Jetée, La Zone raconte l'histoire d'une femme appelée Madeleine, personnage interprété par Élisabeth Chouvalidzé, qui tente de retrouver le cinéaste Chris Marker. Pour l'aider dans sa quête, elle fait appel aux services de Stalker (Albert Millaire) qui lui fait découvrir une zone très étrange située à l’intérieur de sa mémoire.  À l'aube de la Troisième Guerre mondiale, c'est dans cette zone que se cache le cinéaste Chris Marker, masquant sa véritable identité sous un personnage fictif. 

## Fiche technique
- Réalisation : Syned Sindrajed
- Scénario : Syned Sindrajed
- Caméra : Denys Desjardins, Gilles Desjardins et Jacqueline Valiquette
- Montage : Denys Desjardins
- Production : Denys Desjardins / Les Films du Centaure
- Distribution : Les Films du Centaure
- Pays d'origine : Canada  Québec
- Langue : français

## Distribution
- Élisabeth Chouvalidzé : Madeleine
- Albert Millaire : Stalker
- Fayolle Jean : le narrateur
- Catherine Dumas : la jeune Madeleine

## Critiques du film
- Selon les Rendez-vous Québec Cinéma : « Essai poétique, balade hypnotique, déambulation mémorielle, reconstitution de sens à partir de films perdus amateurs ou d’images d’actualité… La zone, inspiré à Syned Sindrajed (alias Denys Desjardins) par les pensées de Chris Marker, est tout cela. Et bien sûr un peu plus » [1].
- Selon le critique et historien du cinéma Robert Daudelin : « Une célébration permanente du pouvoir d’envoûtement du cinéma. »
- « Admirateur fasciné du « mystère Marker », Syned Sindrajed offre un film énigmatique où une femme explore les recoins de sa propre mémoire pour y trouver le mystérieux réalisateur. Un hommage inspiré, tourné partout autour du monde » [2].